# Chlewiska (województwo podkarpackie)
Chlewiska – wieś w Polsce położona w województwie podkarpackim, w powiecie lubaczowskim, w gminie Narol.
Leży na pograniczu Południoworoztoczańskiego Parku Krajobrazowego, wzdłuż dawnego prywatnego gościńca z Narola do Lubyczy Królewskiej; we wsi budynek przedwojennej szkoły, niewielkie jezioro, remiza strażacka.
W latach 1975–1998 miejscowość administracyjnie należała do województwa przemyskiego.
Wierni Kościoła rzymskokatolickiego należą do parafii Matki Bożej Śnieżnej w Łukawicy.

## Części wsi
| SIMC    | Nazwa     | Rodzaj    |
| ------- | --------- | --------- |
| 0606694 | Biedronie | część wsi |
| 0606702 | Majdan    | część wsi |